# Айзенберг Борис Борисович
Бори́с Бори́сович Айзенберг (1974—2023) — український художник, капітан збройних сил України, учасник російсько-української війни.

## Життєпис
Народився 28 серпня 1974 року.
Під час повномасштабного вторгнення добровільно приєднався до сил оборони України, був командиром роти у 28-й механізованій бригаді. Брав участь у визволенні Миколаївщини.
Загинув 13 липня 2023 року в населеному пункті Курдюмівка Донецької області.

## Нагороди
- Медаль «Хрест Свободи» (ПЦУ).
- Недержавна загальноукраїнська відзнака «За мужність та відвагу».

## Вшанування пам'яті
Одна з вулиць Одеси названа на честь загиблого капітана Бориса Айзенберга.